# Чемпіонат Рутенії з хокею
Розіграш Чемпіонату Рутенії з «канадського хокею» проводився у 1930—1940 роках на території сучасного Закарпаття, що було частиною Чехо-Словаччини та, пізніше, Угорщини.

## Історія

### У чемпіонаті Чехо-Словаччини
Володар першого чемпіонського титулу на закарпатській території визначився в січні 1934 року. Турнір мав назву Чемпіонат Рутенії і був складовою частиною чемпіонату Чехо-Словаччини (республіканський титул розігрувався поміж чемпіонами Богемії, Моравії, Сілезії, Словаччини і Рейхспротекторату Богемії та Моравії. Чемпіонат Рутенії був складовою частиною першості Східної Словаччини).
Першими володарями закарпатського чемпіонського звання стали спортовці Ужгородського Атлетичного Клубу. 11 лютого 1934 року хокеїсти УАК провели в Кошицях матч з переможцем Класу ІІ Східної Словаччини — Кошицьким Атлетичним Клубом, який виграли з рахунком 2:1 (шайби закинули Чонгар та Кешко).
У 1935 та 1936 роках чемпіонат Рутенії також проводився. Переможці цих розіграшів невідомі.

### У чемпіонаті Угорщини
Після німецького поділу Чехо-Словаччини в березні 1939 року, Рутенія / Підкарпатська Русь була окупована Угорщиною. У січні 1940 року закарпатські хокеїсти знов зустрілися з атлетами «Кошице АК». На цей раз зустріч відбувалась в рамках відбірного турніру провінційних регіонів першості Угорщини і завершилася з рахунком 8:0 не на користь УАК.
У регіональних змаганнях чемпіонатів Угорщини 1943 та 1944 років спортовці УАК програли усім кошицьким командам та закинули лише 3 та 2 шайби відповідно.

## Призери змагань
| Сезон | Чемпіон     | Срібний призер | Брозовий призер |
| ----- | ----------- | -------------- | --------------- |
| 1934  | УАК Ужгород | ?              | ?               |
| 1935  | ?           | ?              | ?               |
| 1936  | ?           | ?              | ?               |

Після закінчення війни з приходом до Закарпаття радянської влади, хокей в Ужгороді на деякий час з'явився знов. Місцевий «Спартак» брав участь в розіграшах чемпіонату СРСР 1946 року та першостях УРСР з 1939 року.